# Juan Pujol (Radsportler)
Juan Pujol Pagés (* 28. Mai 1952) ist ein ehemaliger spanischer Radrennfahrer.

## Sportliche Laufbahn
Pujol war im Straßenradsport aktiv. Als Amateur gewann er 1972 die Volta Ciclista Internacional a Lleida, 1973 eine Etappe in der Tour de l’Avenir. 1975 gewann er die Bronzemedaille im Straßenrennen der Mittelmeerspiele und eine Etappe im Cinturón a Mallorca. In der Saison 1975 gewann er auch die Silbermedaille im Straßenrennen der Militärweltmeisterschaften. In der Vuelta a Navarra 1973 kam er auf den dritten Platz.
Von 1976 bis 1984 war er Berufsfahrer. Im Rennen Costa del Azahar 1979 und in der Vuelta a Asturias 1980 gewann er jeweils eine Etappe. 1976 siegte er im Eintagesrennen GP Vizcaya, 1978 im Gran Premio Nuestra Señora de Oro. Im Gran Premio Pascuas 1977 wurde er Zweiter, in der Vuelta a Asturias 1980 Dritter. In der spanischen Bergmeisterschaft 1976 wurde er Dritter. In der Tour de Suisse 1977 wurde er Fünfter. Pujol bestritt alle Grand Tours.

## Grand-Tour-Platzierungen
| Grand Tour            | 1976 | 1977 | 1978 | 1979 | 1980 | 1981 | 1982 | 1983 | 1984 |
| --------------------- | ---- | ---- | ---- | ---- | ---- | ---- | ---- | ---- | ---- |
| Vuelta a EspañaVuelta | –    | –    | –    | 20   | 24   | 18   | 26   | 43   | –18  |
| Giro d’ItaliaGiro     | 10   | 34   | –    | –    | –    | –    | –    | –    | –    |
| Tour de FranceTour    | –    | –    | 32   | –    | DNF  | –    | 46   | –    | –    |

## Familiäres
Er ist der Vater des ehemaligen Radprofis Óscar Pujol.